# Crocallis marginenuda
Crocallis marginenuda là một loài bướm đêm trong họ Geometridae.